# 圣弗朗西斯科河 (阿根廷)
圣弗朗西斯科河是阿根廷的一条河流，是貝爾梅霍河的支流。